# АКС Сепси
„Се́пси“ (на румънски: Asociația Club Sportiv Sepsi OSK Sfântu Gheorghe) (sfɨntu ˈɡe̯orɡe) е футболен клуб от град Сфънту Георге, Румъния.
Основан през 2011 година. От сезон 2017/18 играе в Лига I, висшата дивизия в шампионата на Румъния по футбол.

## История
Футболен клуб „Сепси“ е основан през 2011 година като продължение на футболните традиции в Сфънту Георге след разпадането на отбора на „Олтул“. OSK значи „Олтул Спорт Клуб“.
В първия си сезон те печелят Лига V и преминават в Лига IV. През първия си сезон в Лига IV заемат 2-рото място, отстъпвайки с 8 точки на местния съперник „Вииторул Сфънту Георге“. През сезон 2013/14 „Сепси“ печели Лига IV и участва в плейоф, с шампиона на окръг „Вранча“ „Селена Джерища“. „Сепси“ печели след изпълнение на дузпи със 7:6 и се изкачва в Лига III.
В своя първи сезон в Лига III „Сепси“ заема 3 място. През 2015/16 печели Серия I в Лига III и се изкачва в Лига II. През сезон 2016/17 заема 2 място в Лига II и за първи път в историята си участва в Лига I.
В дебютния си сезон в Лига I „Сепси“ заема 9 място.

## Успехи

### Национални
- Лига I
  - 5-то място (1): 2023/24
- Купа на Румъния:
  -  Носител (2): 2021/22, 2022/23
  -  Финалист (1): 2019/20
- Лига II
  -  Вице-шампион (1): 2016/17
- Лига III
  -  Шампион (1): 2015/16
- Лига IV – окръг Ковасна
  -  Шампион (1): 2013/14
- Лига V – окръг Ковасна
  -  Шампион (1): 2011/12

## Български футболисти
- Радослав Димитров: 2019/23 (112 мача - 1 гол)
- Стефан Велев: 2018/2020 (56 мача - 1 гол)
- Цветелин Чунчуков: 2021/22 (21 мача - 1 гол)